# DCU Saints (football americano)
I DCU Saints sono stati la squadra di football americano della Dublin City University di Dublino, in Irlanda; fondati nel 2006 hanno chiuso nel 2010, tentando senza successo di riaprire nel 2013.

## Dettaglio stagioni

### Tornei nazionali

#### Campionato

##### IAFL
| Stagione | regular season | regular season | regular season | regular season | regular season | regular season | playoff | playoff | playoff | playoff | playoff | playoff    | playoff       |
|          | Vin            | Par            | Per            | Tot            | PF             | PS             | Vin     | Per     | Tot     | PF      | PS      | risultato  | avversaria    |
| -------- | -------------- | -------------- | -------------- | -------------- | -------------- | -------------- | ------- | ------- | ------- | ------- | ------- | ---------- | ------------- |
| 2007     | 2              | 0              | 6              | 8              | 34             | 216            | -       | -       | -       | -       | -       | -          | -             |
| 2008     | 4              | 0              | 4              | 8              | 133            | 141            | 0       | 1       | 1       | 2       | 34      | Wild Card  | Cork Admirals |
| 2009     | 3              | 1              | 4              | 8              | 86             | 182            | 0       | 1       | 1       | 0       | 38      | Semifinale | Dublin Rebels |
| 2010     | 2              | 1              | 5              | 8              | 71             | 160            | -       | -       | -       | -       | -       | -          | -             |
| Totale   | 11             | 2              | 19             | 32             | 324            | 699            | 0       | 2       | 2       | 2       | 72      |            |               |

Fonti: Enciclopedia del Football - A cura di Roberto Mezzetti

### Riepilogo fasi finali disputate
| Anno           | Luogo | Evento | Fase del torneo | Incontro                   | Risultato |
| 20 luglio 2008 |       | IAFL   | Wild Card       | DCU Saints - Cork Admirals | 2 - 34    |
| 26 luglio 2009 |       | IAFL   | Semifinale      | Dublin Rebels - DCU Saints | 38 - 0    |